# Motion Picture Association of America
Motion Picture Association (zkráceně MPA) je americká nezisková obchodní organizace sídlící ve Spojených státech, jejímž cílem je ochraňovat zájmy filmových studií. Reprezentuje pět hlavních amerických filmových studií a jednu streamovací službu. Byla založena v roce 1922 pod názvem Motion Picture Producers and Distributors of America (MPPDA) a od roku 1945 do září 2019 byla známá jako Motion Picture Association of America (MPAA).
Organizace je známá díky svému systému hodnocení přístupnosti filmů nebo aktivitám proti nelegálnímu šíření audiovizuálních materiálů. Oficiální stránky této organizace MPAA.org se v roce 2009 podařilo hacknout a zobrazit zde velkou nabídku torrentů z The Pirate Bay. Tato asociace se stala častým terčem hlavně kvůli boji právě proti webové stránce The Pirate Bay, která indexuje BitTorrenty a může být tak využita podobně jako webové vyhledávače k získání torrentů, nikoli však samotného nelegálního obsahu.

## Členové

### Současní
- Netflix
- Universal Pictures
- Paramount Pictures
- The Walt Disney Studios
- Sony Pictures
- Warner Bros.

### Dřívější
- Loews Cineplex Entertainment (nástupcem je MGM)
- Columbia Pictures (odkoupeno Sony Pictures)
- United Artists (odkoupeno MGM)
- RKO Pictures
- 20th Century Fox (odkoupeno The Walt Disney Studios)
- Metro-Goldwyn-Mayer
- Allied Artists Pictures
- Avco Embassy
- Filmways
- De Laurentiis Entertainment Group
- Orion Pictures
- Turner Entertainment (odkoupeno Warner Bros.)

## Hodnocení filmů dle MPAA
- G – General Audiences – vhodné pro jakýkoliv věk. Například Hledá se Nemo, Lví král.

- PG – Parental guidance suggested – některé scény nemusí být vhodné pro děti. Například Shrek, Harry Potter, Letopisy Narnie.

- PG-13 – Parents strongly cautioned – některé scény mohou být nevhodné pro děti pod 13 let. Například Titanic, Spider Man, Piráti z Karibiku, nebo český Kolja.

- R – Restricted – Mladiství pod 17 let pouze v doprovodu rodičů či dospělého poručníka. Například Umučení Krista, Matrix Reloaded, 300: Bitva u Thermopyl.

- NC-17 – Pod 17 let nepřístupné. Například Showgirls, Henry & June, Snílci.